# Dolpa District
Dolpa District er et af Nepals 75 administrative og politiske regioner, betegnet distrikter (lokalt betegnet district, zilla, jilla el. जिल्ला). Dolpa er et bjerg-distrikt, som ligger i Karnali Zone i Mid-Western Development Region.
Dolpa areal er 7.889 km² og der boede ved folketællingen 2001 i alt 22.071 og i 2007 24.653 i distriktet. Distriktets politiske organ District Development Committee er sammensat gennem indirekte valg, med repræsentation fra hver af de 9-17 administrative enheder ilakaer, hvert distrikt er opdelt i. 
Dolpa District er endvidere opdelt i 23 udviklingskommuner (lokalt navn: Gaun Bikas Samiti (G.B.S.) el. Village Development Committee (VDC)), hvoraf byer med over 10.000 indbyggere kategoriseres som købstæder (municipalities). 
Dolpa District er udviklingsmæssigt – gennem anvendelse af FN og UNDP's Human Development Index – kategoriseret som nr. 67 ud af Nepals 75 distrikter.

## Eksterne links
- Wikimedia Commons har flere filer relateret til Dolpa District
- Kort over Dolpa District Arkiveret 15. oktober 2007 hos  Wayback Machine
- Dolpa District sundhedsprofil – fra FN-Nepal (på engelsk) Arkiveret 27. september 2007 hos  Wayback Machine

28°56′N 82°54′Ø / 28.93°N 82.9°Ø